# نهائي كأس السوبر الهندي 2025
نهائي كأس السوبر الهندي 2025 هي المباراة النهائية لكأس كالينجا السوبر 2025 [الإنجليزية]
، النسخة الخامسة من كأس السوبر الهندي [الإنجليزية]
. أقيمت المباراة في ملعب كالينجا في بوبانسوار في 3 مايو 2025 بين جوا وجمشيدبور.
هزم نادي إف سي جوا نادي جامشيدبور بنتيجة 3–0 في المباراة النهائية ليفوز بلقبه الوطني الثاني. وباعتباره الفائز، تأهل فريق جوا إلى الدور التمهيدي الثاني من دوري أبطال آسيا 2025–26.

## المباراة

### التفاصيل
| جوا                                                 | 3–0                 | جمشيدبور |
| --------------------------------------------------- | ------------------- | -------- |
| - بورخا هيريرا غونزاليس 23'، 51' - ديان درازيتش 72' | Report PDF Khel Now |          |

| جوا | جمشيدبور |

| هريثيك تيواري [الإنجليزية]           |
| سانديش جهينغان                       |
| بوريس سينغ [الإنجليزية]              |
| أودي أونانديا [الإنجليزية] (ق) 90+2' |
| أكاش سانغوان [الإنجليزية] 66'        |
| كارل مكهو [الإنجليزية]               |
| أودانتا سينغ [الإنجليزية] 89'        |
| ساحل تافورا [الإنجليزية] 34' 90+2'   |
| بورخا هيريرا غونزاليس 52' 66'        |
| إيكر غواروتكسينا فاييخو              |
| ديان درازيتش                         |
| البدلاء:                             |
| آيوش شيتري [الإنجليزية] 66'          |
| جاي غوبتا [الإنجليزية] 66'           |
| بريسون فرنانديز [الإنجليزية] 89'     |
| نيم دورجي [الإنجليزية] 90+2'         |
| محمد ياسر 90+2'                      |
| لارا شارما [الإنجليزية]              |
| رولين بورجيس                         |
| ألان ساجي                            |
| سيريتون فرنانديز [الإنجليزية]        |
| محمد نيميل [الإنجليزية]              |
| المدرب:                              |
| مانويل ماركيز روكا                   |
| المدير:                              |
| تريفور تومي فرنانديز                 |

| ألبينو غوميز                      |
| لازار تشيركوفيتش [الإنجليزية]     |
| أشوتوش ميهتا 80'                  |
| ستيفن ايزي 14'                    |
| محمد أوفايس [الإنجليزية]          |
| بروناي هالدر [الإنجليزية] 45'     |
| راي تاتشيكاوا [الإنجليزية]        |
| خافي هيرنانديز (ق)                |
| نيخيل بارلا [الإنجليزية] 45'      |
| جوردان موراي [الإنجليزية] 60' 81' |
| خافيير سيفيريو [الإنجليزية]       |
| البدلاء:                          |
| محمد سنان [الإنجليزية] 45'        |
| عمران خان (لاعب كرة قدم) 45' 89'  |
| ريتك داس [الإنجليزية] 81'         |
| سيمينلين دونغل [الإنجليزية] 89'   |
| براتيك تشودري [الإنجليزية]        |
| سريكوتان ڤ س [الإنجليزية]         |
| سوراف داس [الإنجليزية]            |
| أمريت غوب [الإنجليزية]            |
| كارتك شودهاري                     |
| تشاونغتو لالهرياتبويا             |
| المدرب:                           |
| خالد جميل                         |
| المدير:                           |
| روهيت كومار سينغ                  |

| بطل المباراة: بورخا هيريرا غونزاليس (جوا) الحكام المساعدون: باراسورامان فايراموثو أوجال هالدر الحكم الرابع: براتيك موندال مفوض المباراة: رافيشانكار جايارامان محكم التقييم: باسكر بوروشوتامان مسؤول الإعلام: سومو غوش المنسق العام: هيمناشو كاروليا | قواعد المباراة - 90 دقيقة. - 30 دقيقة من الوقت الإضافي إذا لزم الأمر. - ركلات الترجيح إذا بقيت النتيجة متعادلة. - عشرة بدلاء معينين - الحد الأقصى هو خمسة تبديلات، مع السماح بتبديل سادس في الوقت الإضافي. |

## وصلات خارجية
- Super Cup Official Website